# Tallero della Sassonia
Il tallero (lingua tedesca Thaler o Taler), è stata la valuta del Principato Elettorale e del Regno di Sassonia fino al 1857. Tra il 1754 e il 1841, era uguale a 3/4 del Conventionsthaler ed era suddiviso in 24 Groschen, ognuno di 12 Pfennig. Nel 1841, la Sassonia decimalizzò parzialmente, dividendo il tallero (ora uguale al tallero prussiano) in 30 Neugroschen, ognuno di 10 Pfennig. Il tallero fu sostituito dal  Vereinsthaler della Sassonia alla pari.
Anche i ducati di Sassonia-Altenburg e di Sassonia-Coburgo-Gotha emisero monete secondo lo standard della Sassonia rispettivamente dal 1841 e dal 1837.